# Доддабетта
Доддабетта (там. தொட்டபெட்டா, малаял. ഡൊഡ്ഡബെട്ട — гірська вершина в Південній Індії. Мовою бадага і каннада назва означає «велика гора».
Висота над рівнем моря — 2637 м, відносна висота — 2256 м. Це друга за висотою точка Західних Гхатів (взагалі південніше Гімалаїв) після Анамуді і найвища точка масиву Нілґірі і штату Таміл-Наду.
Сходження на вершину для середньої людини практично не становить труднощів, тому гору підкорює значна кількість туристів. На вершині розташований будинок з телескопом — невелика астрономічна обсерваторія, відкрито 18 червня 1983 р.
Схили гори в основному вкриті лісом.

## Ресурси Інтернету
- Вікісховище має мультимедійні дані за темою: Доддабетта
- ஊட்டி மலை ரயில் in Tamil [Архівовано 5 лютого 2015 у Wayback Machine.]
- தொட்டபெட்டா (Doddabetta) in Tamil [Архівовано 5 лютого 2015 у Wayback Machine.]
- «Doda Betta, India» on Peakbagger [Архівовано 23 вересня 2014 у Wayback Machine.]

## Фототека

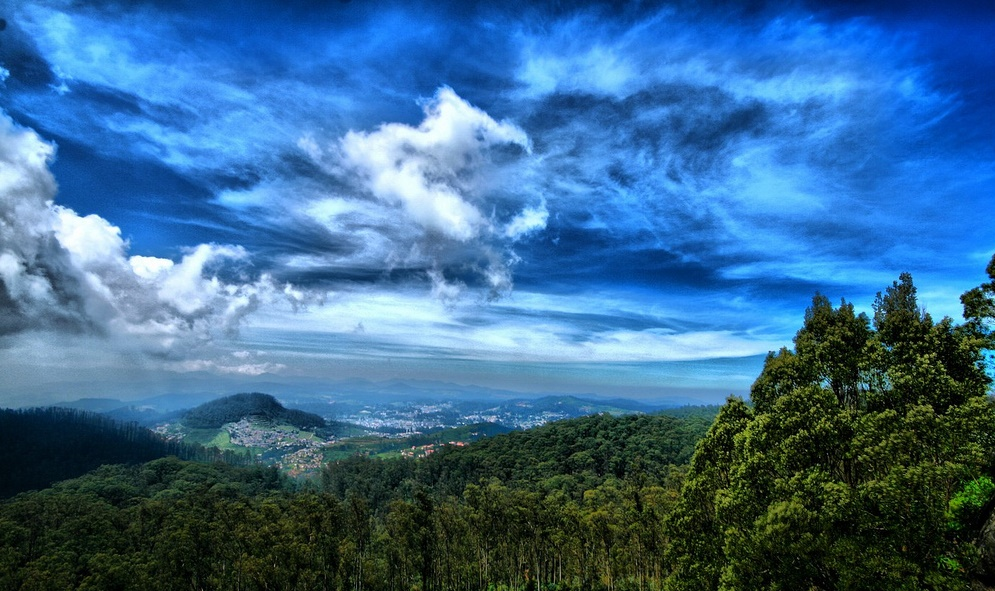
Nilgiri Hills from atop Doddabetta
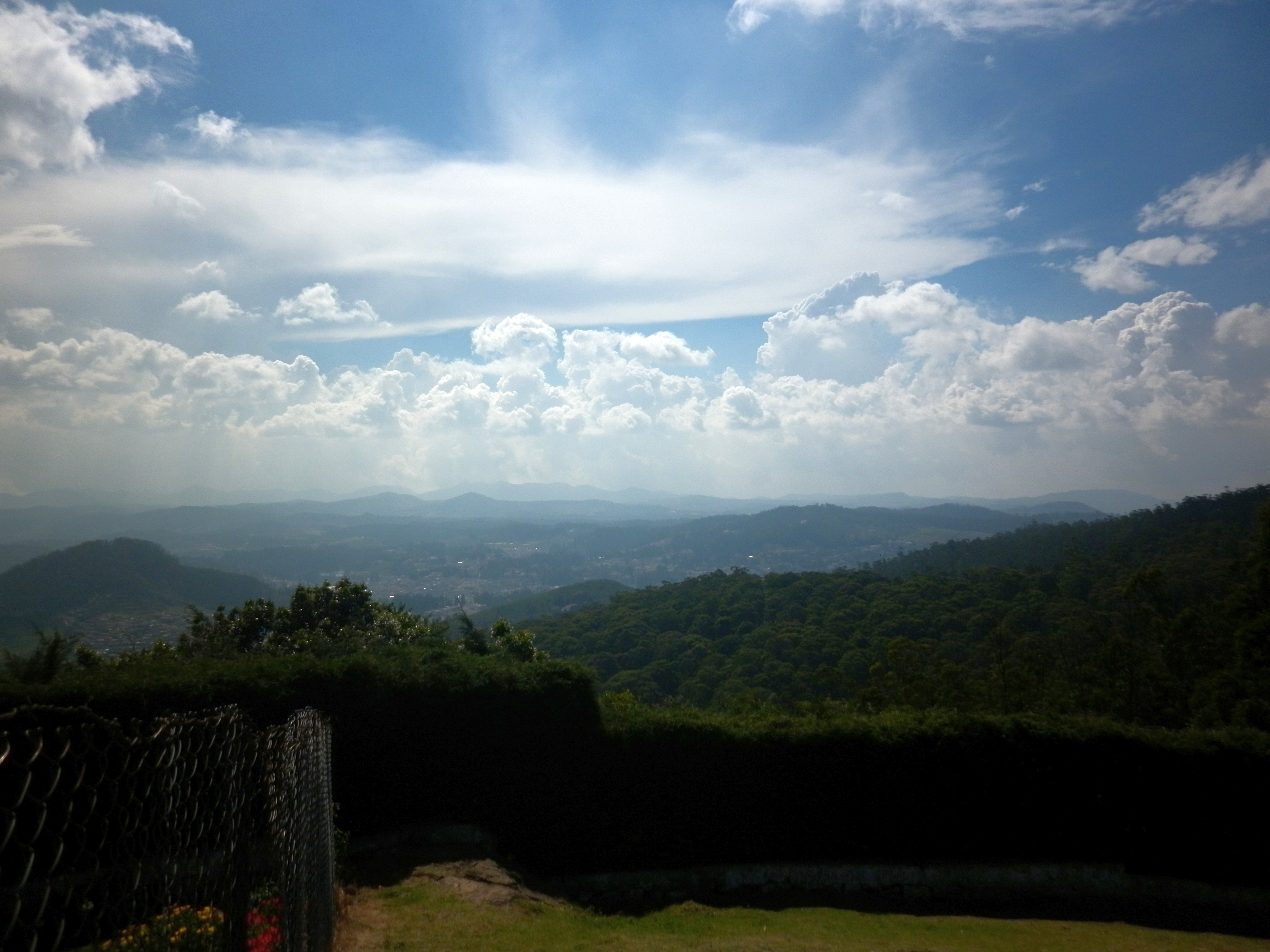
View of Ooty (Udagamandalam) from Doddabetta peak
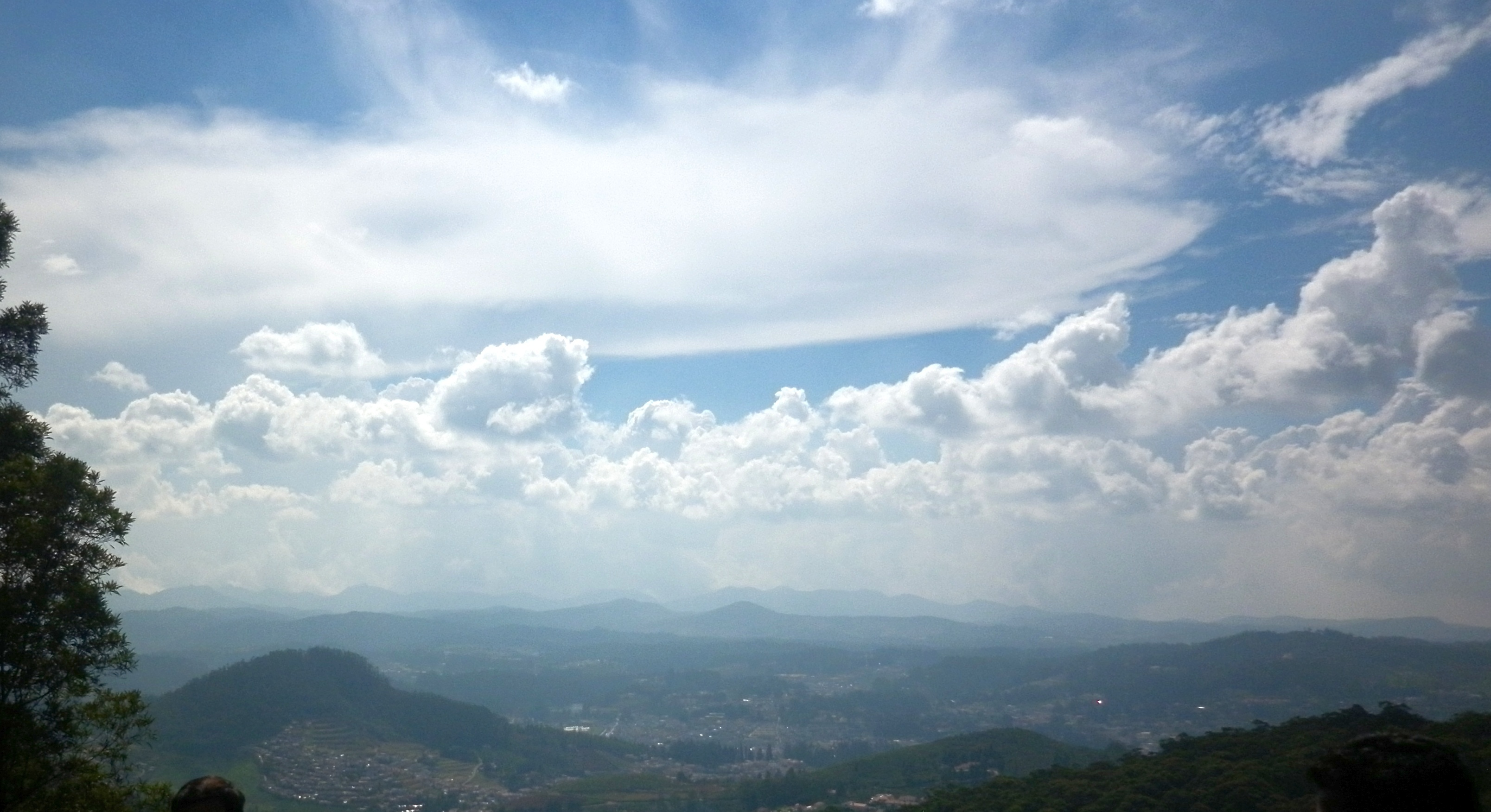
A different view of Ooty from Doddabetta peak
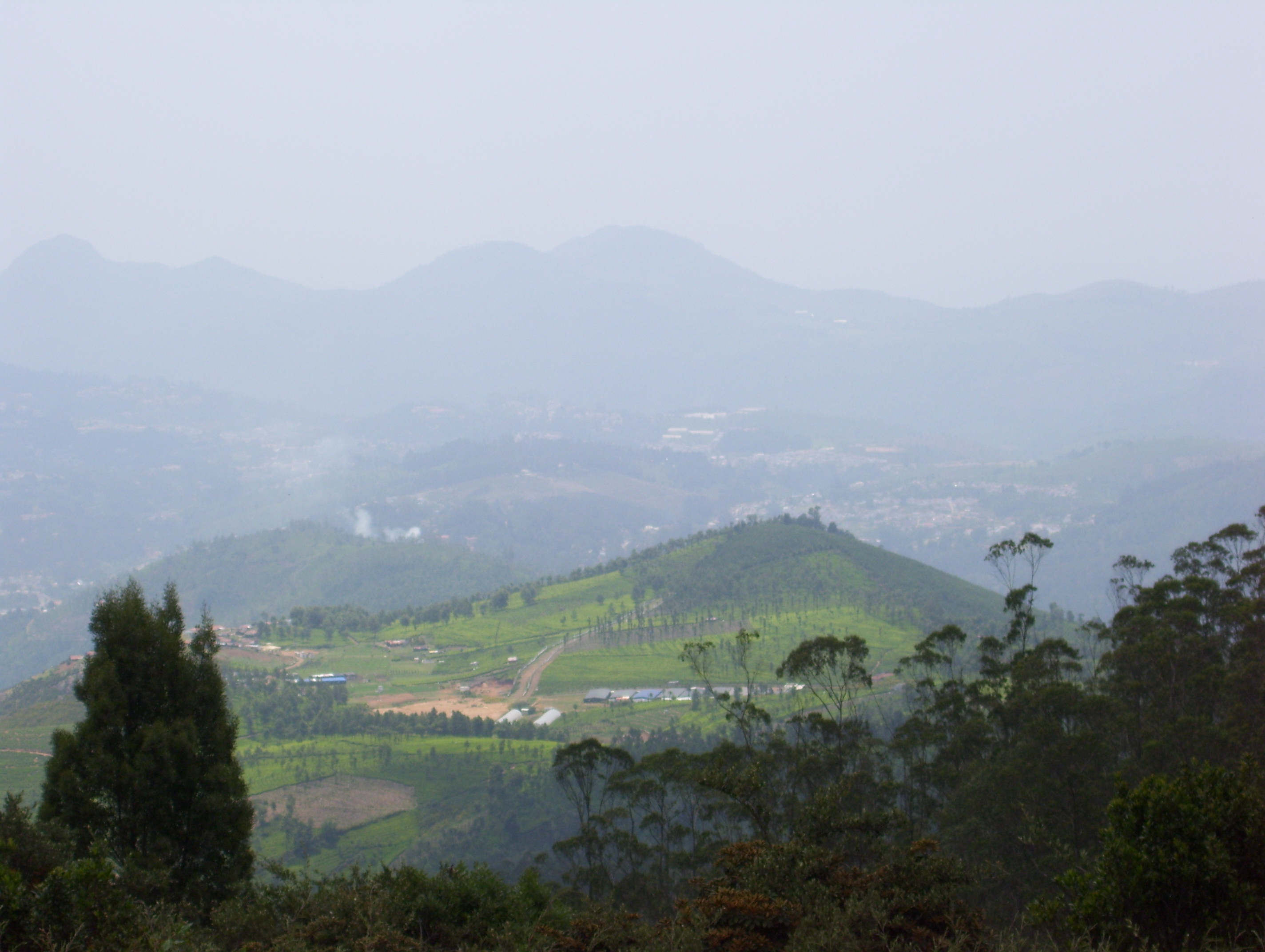
Another view of Ooty from Doddabetta
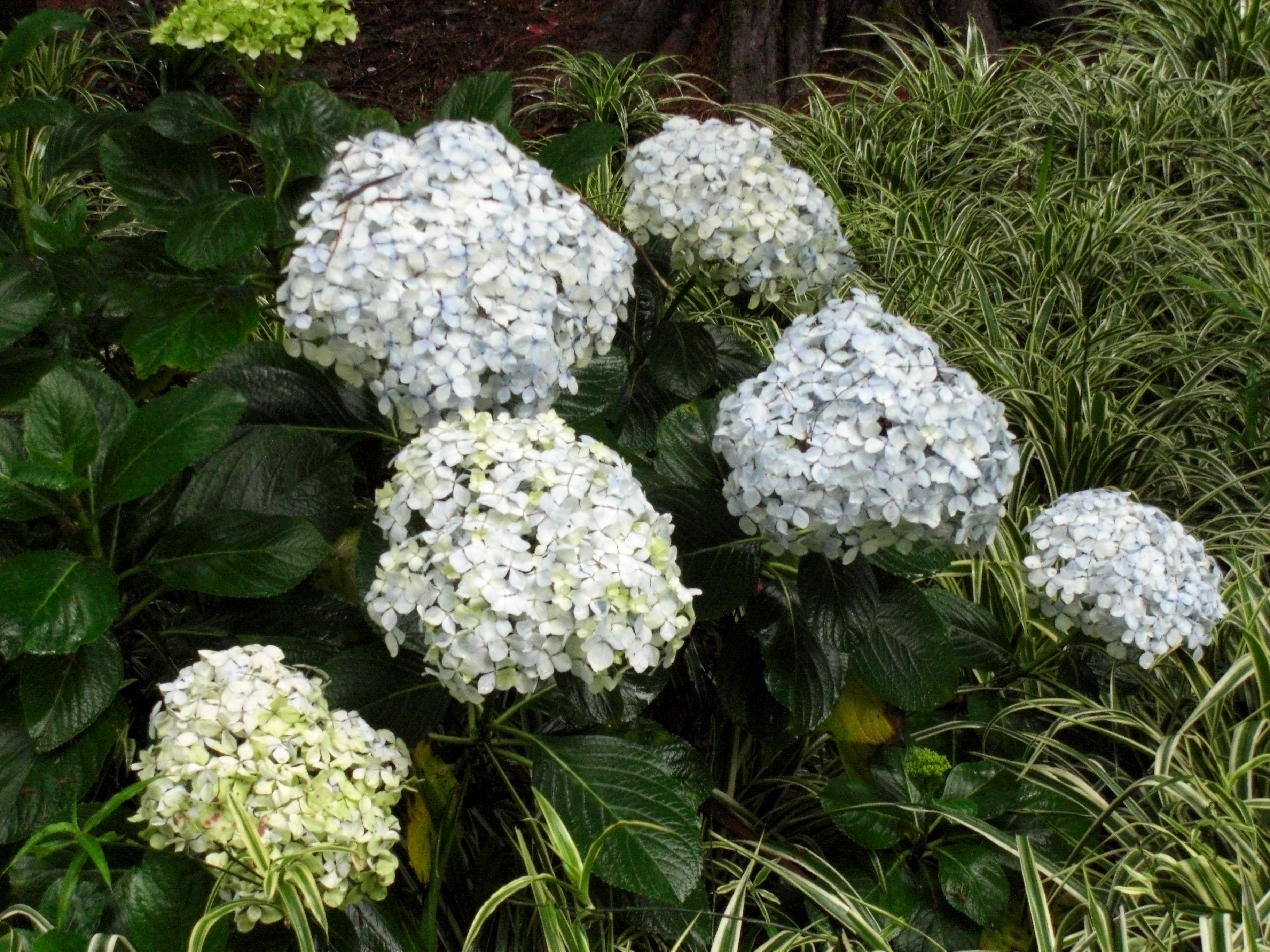
Hydrangeas at Doddabetta peak

## Виноски
1. ↑  Southern India Mountain Ultra-Prominence
2. ↑  District Administration, Nilgiris (8/20/2007) National Informatics Centre, Nilgiris, retrieved 8/31/2007